# Prix littéraires du Gouverneur général 1990
Liste des Prix littéraires du Gouverneur général pour 1990, chacun suivi des finalistes.

## Français

### Prix du Gouverneur général: romans et nouvelles de langue française
- Gérald Tougas, La Mauvaise Foi
- Louis Lefebvre, Le Collier d'Hurracan
- Michèle Mailhot, Le Passé composé
- Jean Marcel, Jérôme ou de la traduction
- France Vézina, Osther, le chat criblé d'étoiles

### Prix du Gouverneur général: poésie de langue française
- Jean-Paul Daoust, Les Cendres bleues
- Geneviève Amyot, Corps d'atelier
- André Brochu, Dans les chances de l'air
- Denise Desautels, Leçons de Venise
- Joël Des Rosiers, Tribu

### Prix du Gouverneur général: théâtre de langue française
- Jovette Marchessault, Le Voyage magnifique d'Emily Carr
- René-Daniel Dubois, Le Troisième Fils du professeur Yourolov
- Anne Hébert, L'Île de la Demoiselle

### Prix du Gouverneur général: études et essais de langue française
- Jean-François Lisée, Dans l'œil de l'aigle
- Gérard Bergeron, Petit traité de l'État de France'
- Martin Blais, L'Autre Thomas d'Aquin
- Daniel Latouche, Le Bazar
- Laurent-Michel Vacher, L'Empire du moderne

### Prix du Gouverneur général: littérature jeunesse de langue française - texte
- Christiane Duchesne, La Vraie Histoire du chien de Clara Vic
- José Fréchette, L'Automne à 15 ans
- Philippe Gauthier, L'Héritage de Qader
- Johanne Massé, Le Passé en péril

### Prix du Gouverneur général: littérature jeunesse de langue française - illustration
- Pierre Pratt, Les Fantaisies de l'oncle Henri
- Mireille Levert, Jérémie et Mme Ming,
- Stéphane Poulin, Les Amours de ma mère,

### Prix du Gouverneur général: traduction de l'anglais vers le français
- Charlotte et Robert Melançon, Le Second Rouleau
- Claire Dupond, Lettres à un ami québécois
- Ivan Steenhout, Onyx John

## Anglais

### Prix du Gouverneur général: romans et nouvelles de langue anglaise
- Nino Ricci, Lives of the Saints
- Sky Lee, Disappearing Moon Café
- Alice Munro, Friend of My Youth
- Leslie Hall Pinder, On Double Tracks
- Diane Schoemperlen, Man of My Dreams

### Prix du Gouverneur général: poésie de langue anglaise
- Margaret Avison, No Time
- Dionne Brand, No Language Is Neutral
- Patrick Lane, Winter

### Prix du Gouverneur général: théâtre de langue anglaise
- Ann-Marie MacDonald, Goodnight Desdemona (Good Morning Juliet)
- Audrey Butler, Black Friday?
- John Mighton, Scientific Americans
- George F. Walker, Love and Anger

### Prix du Gouverneur général: études et essais de langue anglaise
- Stephen Clarkson et Christina McCall, Trudeau and Our Times
- Timothy Findley, Inside Memory: Pages from a Writer's Workbook
- Eugene Forsey, A Life on the Fringe: The Memoirs of Eugene Forsey
- Ron Graham, God's Dominion: A Sceptic's Quest
- James King, The Last Modern: A Life of Herbert Read

### Prix du Gouverneur général: littérature jeunesse de langue anglaise - texte
- Michael Bedard, Redwork
- Jan Andrews, The Auction
- Brian Doyle, Covered Bridge
- Welwyn Wilton Katz, Whale Singer

### Prix du Gouverneur général: littérature jeunesse de langue anglaise - illustration
- Paul Morin, The Orphan Boy
- Warabé Aska, Seasons
- Frances Tyrrell, The Huron Carol

### Prix du Gouverneur général: traduction du français vers l'anglais
- Jane Brierley, Yellow-Wolf and Other Tales of the Saint Lawrence
- Patricia Claxton, Letters to Bernadette
- Sheila Fischman, Benito
- Tony Martin-Sperry, Charlevoix: Two Centuries at Murray Bay
- Susan Usher, Community Care and Participatory Research